# (49501) Basso
(49501) Basso es un asteroide perteneciente al cinturón de asteroides, descubierto el 13 de febrero de 1999 por Gianluca Masi desde el Observatorio Astronómico Bellatrix, Ceccano (Frosinone), Italia.

## Designación y nombre
Designado provisionalmente como 1999 CN10. Fue nombrado Basso en homenaje a la amiga del descubridor, que es abogada "Antonella Basso" es una gran apasionada por las artes, sobre todo la pintura y el cine.

## Características orbitales
Basso está situado a una distancia media del Sol de 3,084 ua, pudiendo alejarse hasta 3,558 ua y acercarse hasta 2,611 ua. Su excentricidad es 0,153 y la inclinación orbital 1,049 grados. Emplea 1979 días en completar una órbita alrededor del Sol.

## Características físicas
La magnitud absoluta de Basso es 14,1. Tiene 7,62 km de diámetro y su albedo se estima en 0,053.